# Liste der Biografien/Yx
Liste der Biografien |
Portal Biografien |
Personensuche
# |
A |
B |
C |
D |
E |
F |
G |
H |
I |
J |
K |
L |
M |
N |
O |
P |
Q |
R |
S |
T |
U |
V |
W |
X |
Y |
Z |
?
 
Ya |
Yb |
Yc |
Yd |
Ye |
Yf |
Yg |
Yh |
Yi |
Yk |
Yl |
Ym |
Yn |
Yo |
Yp |
Yr |
Ys |
Yt |
Yu |
Yv |
Yw |
Yx |
Yz
Die Liste der Biografien führt alle Personen auf, die in der deutschsprachigen Wikipedia einen Artikel haben. Dieses ist eine Teilliste mit 3 Einträgen von Personen, deren Namen mit den Buchstaben „Yx“ beginnt.

## Yx

### Yxe
- Yxem, Ernst Ferdinand (1799–1867), deutscher klassischer Philologe und Gymnasiallehrer

### Yxn
- Yxng Bane (* 1996), englischer Grime-Rapper

### Yxx
- Yxxs, Hael (* 1956), deutscher Maler, Grafiker, Objekt- und Installationskünstler